# Inge Debes
Inge Thomas Dahl Debes, född den 15 maj 1882 i Kragerø, död den 25 november 1945 i Oslo, var en norsk socialpolitiker.
Debes var redaktör för den socialdemokratiska tidskriften Det tyvende aarhundrade (1910-1918) och blev 1916 sekreterare vid fabriksinspektionen. Han var från 1919 medredaktör för Sociale meddelelser. Som sekreterare i 1918 års arbeiderkommission utarbetade Debes en översikt över den ekonomiska demokratin i Norge och utlandet, Utbyttedeling (2 band, 1921-1922).